# 만네르헤임선
만네르헤임선(핀란드어: Mannerheim-linja, 스웨덴어: Mannerheimlinjen)은 핀란드가 카렐리야 지협에 소련에 맞서 건설한 요새방어선이다. 핀란드 야전원수 만네르헤임 남작의 이름이 붙었다. 1939년 11월 겨울전쟁 발발 당시 소련군의 진격을 약 2개월가량 지연시켰다.

## 배경
러시아의 10월 혁명 후, 핀란드인들은 1917년에 독립을 선언했다. 비록 소비에트 러시아가 핀란드의 독립을 인정했다고 해도,핀란드인들은 그것을 진정하게 받아들이지는 않았다. 소련과 핀란드 양국의 관계는 1918년 핀란드 내전에서 소련이 핀란드 적위군을 지원하면서 악화되었다. 백위군의 승리 후, 핀란드 공산주의자들은 소련으로 도피했고 핀란드 공산당을 설립했다. 일반적으로, 공산주의는 민주주의 시스템에 큰 위협으로 간주되었다. 특히 가까운 상트페테르부르크에서 공산주의 혁명이 일어난 신생 핀란드의 경우에는 더 위험했다. 따라서 제정 러시아의 전 장군이었던 만네르헤임은 볼셰비키에 강하게 반대했다. 1919년 적백내전 중 핀란드인들은 페트로그라드에 대한 러시아 백군의 공격을 지원할 것을 고려하였지만 이 제안은 적백내전의 군사적 상황이 변함에 따라 거절되었다. 소련의 위협이 증대되어 감에 따라, 1920-1924년, 1932-1939년 두 차례에 걸쳐 카렐리야 지협에 요새선이 완성되어 갔다.

## 1918년의 계획
1918년의 핀란드 내전 중, 핀란드 정부와 군 지도부는 핀란드를 향한 소련의 가능한 공격 루트를 방어하기 위해 방어 계획을 짜기 시작했다. 주요한 공격 루트는 카렐리야 지협이었다. 지협에서 가장 방어가 취약한 부분은 핀란드만에 인접한 서부였고, 동부는 라도가호라는 자연지형의 도움을 받아 비교적 안전했다.